# خارنوک پشت‌ارغوانی
خارنوک پشت‌ارغوانی (Ramphomicron microrhynchum) یک گونه مگس‌مرغ از خانواده مگس‌مرغان است که در بولیوی، کلمبیا، اکوادور، پرو و ونزوئلا یافت می‌شود. زیستگاه طبیعی آن جنگل‌های کوهستانی نمناک نیمه‌گرمسیری یا گرمسیری است.